# Road to the Multiverse
Road to the Multiverse (titulado Viaje al Multiverso en España y Rumbo al Multiverso en Hispanoamérica) es el primer episodio de la octava temporada de la serie Padre de familia emitido en FOX el 27 de septiembre de 2009. La trama se centra en Stewie y Brian, quienes empiezan a viajar a través de universos alternativos de manera aleatoria hasta que llegan a un mundo gobernado por perros, donde los humanos obedecen haciendo que Brian se muestre reacio a volver a casa. 
Este el quinto episodio de la saga Road to... después de Road to Rhode Island, Road to Europe, Road to Rupert y Road to Germany. Esta saga fue inspirada por otra del mismo nombre y protagonizada por  Bing Crosby, Bob Hope y Dorothy Lamour, aunque este episodio no fue concebido originalmente como uno de la saga para televisión.
Durante la sexta temporada, algunos episodios de Padre de familia se emitieron con retraso respecto a su fecha original debido a la Huelga de guionistas en Hollywood de 2007-2008. MacFarlane, el creador y productor ejecutivo de la serie, apoyó la huelga y participó en ella hasta su conclusión. Debido a eso, la séptima temporada consistió completamente en restos. "Road to the Multiverse" fue el primer episodio en producirse tras el fin de la huelga. Fue anunciado por primera vez en la Convención Internacional de Cómics de San Diego de 2008.
El episodio está escrito por Wellesley Wild y dirigido por Greg Colton. El argumento fue alabado por parte de la crítica al igual que las referencias culturales. Según la cuota de pantalla Nielsen, el episodio fue visto por 10,17 millones de televidentes. Como artistas invitados, los actores Kei Ogawa, Kotaro Watanabe y Jamison Yang prestan sus voces a la adaptación japonesa de los Griffin: 
Las críticas al episodio fueron en su mayoría positivas; los críticos alabaron su historia, las referencias culturales y su uso de diferentes estilos de animación. De acuerdo con las audiencias Nielsen, fue visto en 10,17 millones de hogares en su emisión original en los Estados Unidos. Greg Colton ganó un Premio Primetime Emmy por la realización individual de la animación, por hacer el storyboard para el episodio, en los 62.os Premios Primetime Emmy. "Road to the Multiverse" fue lanzado en DVD junto con otros siete episodios de la temporada el 15 de junio de 2010.

## Argumento
En el día de la almeja de Quahog, Stewie gana un concurso de pedigrí porcino con un cerdo modificado genéticamente y revela a Brian que consiguió el animal en una granja de algún universo paralelo. Stewie le enseña un mando para viajar entre universos y le explica que en cada universo está Quahog en el mismo tiempo y lugar, pero en diferentes condiciones.
Para demostrárselo, pulsa un botón en el mando y los envían a un universo donde el oscurantismo nunca existió, por lo que los oscuros años de represión científica nunca ocurrieron y la Humanidad está 1000 años avanzada. Después viajan a más universos como demostración, pero llega un momento en el que ambos no saben cómo regresar.
Stewie intenta averiguar por qué están saltando continuamente al azar, y mientras intenta arreglarlo, Brian se da cuenta de que están en un universo en el que los perros mandan sobre los humanos, teniéndolos a estos como mascotas, Brian le quita el mando a Stewie y por una pelea entre los dos, se acaba rompiendo. Atrapados, deciden ir a casa de la familia Griffin, (en la que todos son perros y Brian un humano) para ver si encuentran una solución.
Allí descubren que el Stewie cachorro había inventado el mismo mando para viajar por universos y le explica el por qué a la aleatoriedad de los viajes (Stewie tenía activado el botón de aleatorio).Mientras el Stewie paralelo arregla el mando, su "otro" humano muerde al Peter paralelo y es enviado a la "humanera" (i.e perrera), el Brian humano le revela al canino que a los humanos se les sacrifican al día siguiente, por lo que urge la necesidad de salvarlo. Brian, el Stewie paralelo y el Brian humano van a la perrera donde consiguen liberar a Stewie y mandan a ambos a su universo. El Brian humano, harto de vivir en su universo, se va con ellos, pero al salir de la casa de los Griffin es atropellado por un coche.

## Producción
El episodio fue escrito por Wellesley Wild y dirigido por Greg Colton poco antes de la conclusión de la séptima temporada. Este es el quinto Road to a lo largo de la serie. Los episodios son una parodia de las siete películas tipo Road to... protagonizadas por Bing Crosby, Bob Hope y Dorothy Lamour.
Road to the Multiverse hace una muestra de varios ejemplos del estilo de animación aparte de la de la serie. Un ejemplo es el del "universo de Disney", donde los personajes adquieren la apariencia y comportamiento de las películas animadas de Disney. La secuencia fue animada de manera íntegra en Los Ángeles en vez de Corea, donde normalmente se llevan los storyboards para ser animados. MacFarlane describió la escena como "un pequeño desafío" y "una especie de experimento". Otra diferencia es el universo canino donde los humanos son representados como perros (por otro lado, Brian aparece como humano). MacFarlane no tuvo ningún problema en rediseñar a Brian, tan solo dándole "una gran nariz y un cuello de camisa".
Además del reparto habitual, los actores japoneses, Kei Ogawa, Kotaro Watanabe y Jamison Yang prestan sus voces en el episodio. El resto del reparto habitual que hace apariciones menores son John G. Brennan, los guionistas Steve Callaghan, Mark Hentemann, Alec Sulkin, John Viener y el actor Ralph Garman.